# Bavlí
Bavlí - Бавлы (rus) - és una ciutat de la República del Tatarstan, a Rússia. En el cens de 2010, tenia 22.109 habitants.